# Ectoedemia reneella
Ectoedemia reneella là một loài bướm đêm thuộc họ Nepticulidae. Nó được miêu tả bởi Wilkinson năm 1981. Nó được tìm thấy ở Florida.
Sải cánh dài khoảng 6 mm.